# 斯科丘夫
斯科丘夫（Skoczów）是位於波蘭的城市，屬西里西亞省。2004年，有人口14,783 人。在1975-1998年期間，屬別爾斯科-比亞瓦省。

## 外部連結
- （波兰語） Official gmina website （页面存档备份，存于）
- （波兰語）（英文）（捷克文）（德文） Official town website （页面存档备份，存于）
- Jewish Community in Skoczów （页面存档备份，存于） on Virtual Shtetl

49°48′2.35″N 18°47′18.16″E / 49.8006528°N 18.7883778°E